# Rzivost barvínku

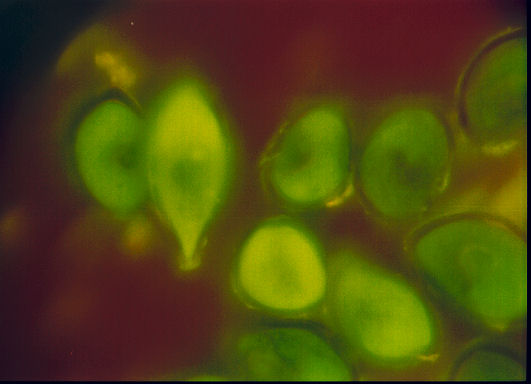
Mikroskopický snímek patogena.

Rzivost barvínku je houbová choroba vyvolaná houbou Puccinia vincae z čeledi rzi (Pucciniaceae). Hostitelem jsou rostliny rodu barvínek (Vinca).

## Synonyma patogena

### Vědecké názvy
Podle eol.org.
- Trichobasis vincae Cooke 1860
- Dicaeoma vincae (DC.) Kuntze 1898
- Puccinia berkeleyi Pass. 1873
- Uredo vincae DC. 1815
- Caeoma vincae (DC.) Link 1825

## Zeměpisné rozšíření
Mimo Evropu Kalifornie (2000).

### Výskyt v Evropě
- Německo
- Velká Británie
- Irsko
- Španělsko

### Výskyt v Česku
Ojedinělý výskyt na pěstovaných rostlinách barvínku většího (Vinca major)[nedostupný zdroj]

## Hostitel
Rod barvínek.
- barvínek větší Vinca major[3]

## Příznaky
Chlorotické listy a nenápadné skvrny na listech rostlin, na kterých se v srpnu objevují plodnice. 

## Mikroskopická morfologie
Uredinia měří 2 až 3 × 1 mm, nalézají se spodní straně listů. Urediniospory jsou eliptické až podlouhlé, 27-36 × 17-27 mikrometry velké, skořicově hnědé. Telia se tvoří v urediniích. Teliospory jsou elipsoidní až kyjovité, mírně zúžení v místě přepážky, ve velikosti od 34 do 45 × 19 až 30 μm. Teliospory jsou kaštanově hnědé.